# 南坪古佛
南坪古佛造像鑿造於重慶市南岸區南坪正街山崖石壁上，創鑿年代無考，據造像特徵當屬宋代。龕呈長方形。高13.3公尺，寬10公尺，深3.5公尺，敞口敞頂，12公尺高彌勒像趺坐其中，雙手托一寶珠平放腹前。1950年代初，佛像頭部被破壞，其餘部位完好，佛像旁有民國年間所建雷祖殿，1987年被拆毀。
該造像保存狀況很差，由於有網友探訪，該造像重新引起各界關注。並有人描述其被毀前的原貌。原來該廟共有四層，由W型懸壁木梯連接起來，山門在岩下，上層靠街場，有院壩、耳、客房，支客僧勞作雜務等場所；中層為沿天井走廊至方丈室；下層平大、小山門為正殿、祈禱和焚香化紙場所；下層為僧人住所和伙房；底層為泥胎塑像。寺廟東南、西南兩側各有巨型佛像兩尊（坐姿）。東南側大山門為兩扇黑漆木製門重達百斤；門上方磚砌就女兒牆雕花刻物若干，藍底金色立體字扁，上書《快上慈船》；下方青石門檻高達尺余；兩壁黑色山門護牆分列左右，壁書因年久風化無法辨認。右側百米斜坡直下溝底，左側護牆依山岩而砌，岩壁雕鑿金剛羅剎天兵四將，各執鞭、鐧、瓜、錘怒目護衛山門，門約10米處石壁上鑿像（瑪瑙溪方向）為多手佛，其左側石壁鑿手執九節鞭立姿大力金剛一尊。西南側小山門（略）內（轉盤方向）為無首佛，左右手指分攤作捻指蘭花狀，膝下一對青石獅子分列左右。兩佛皆面朝文峰塔背靠南坪街岩鑿壁而成。

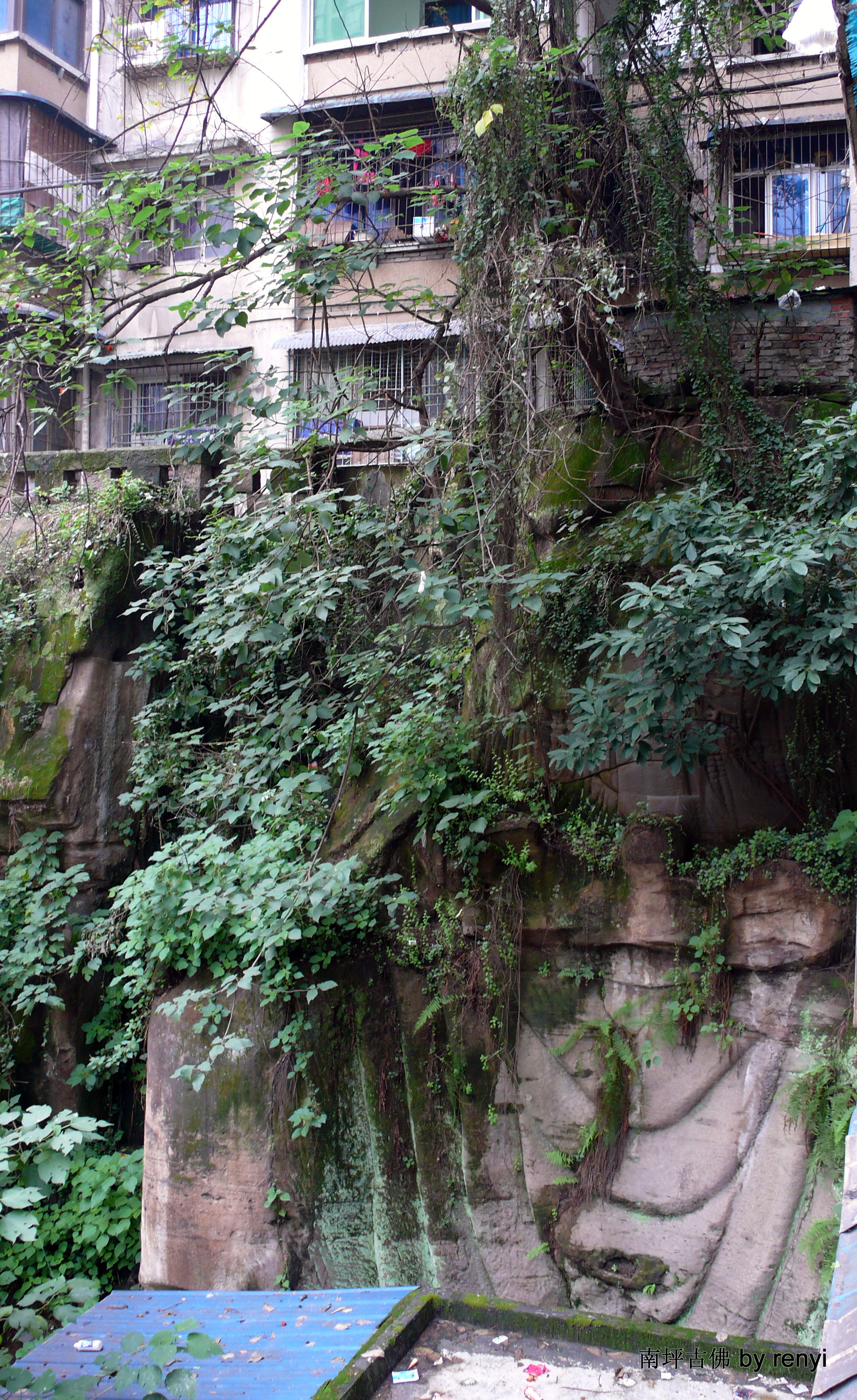
南坪古佛
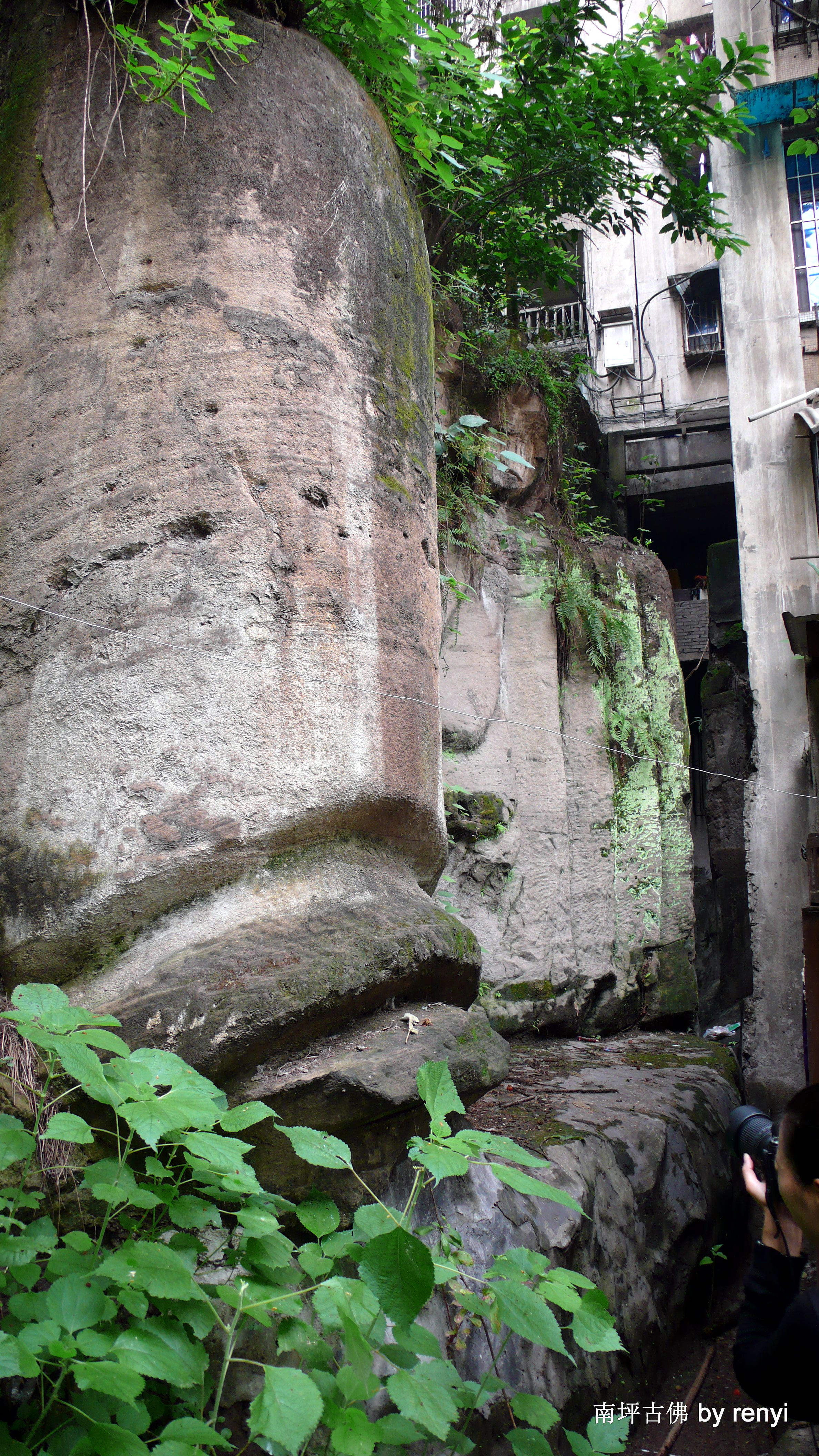
南坪古佛腳部
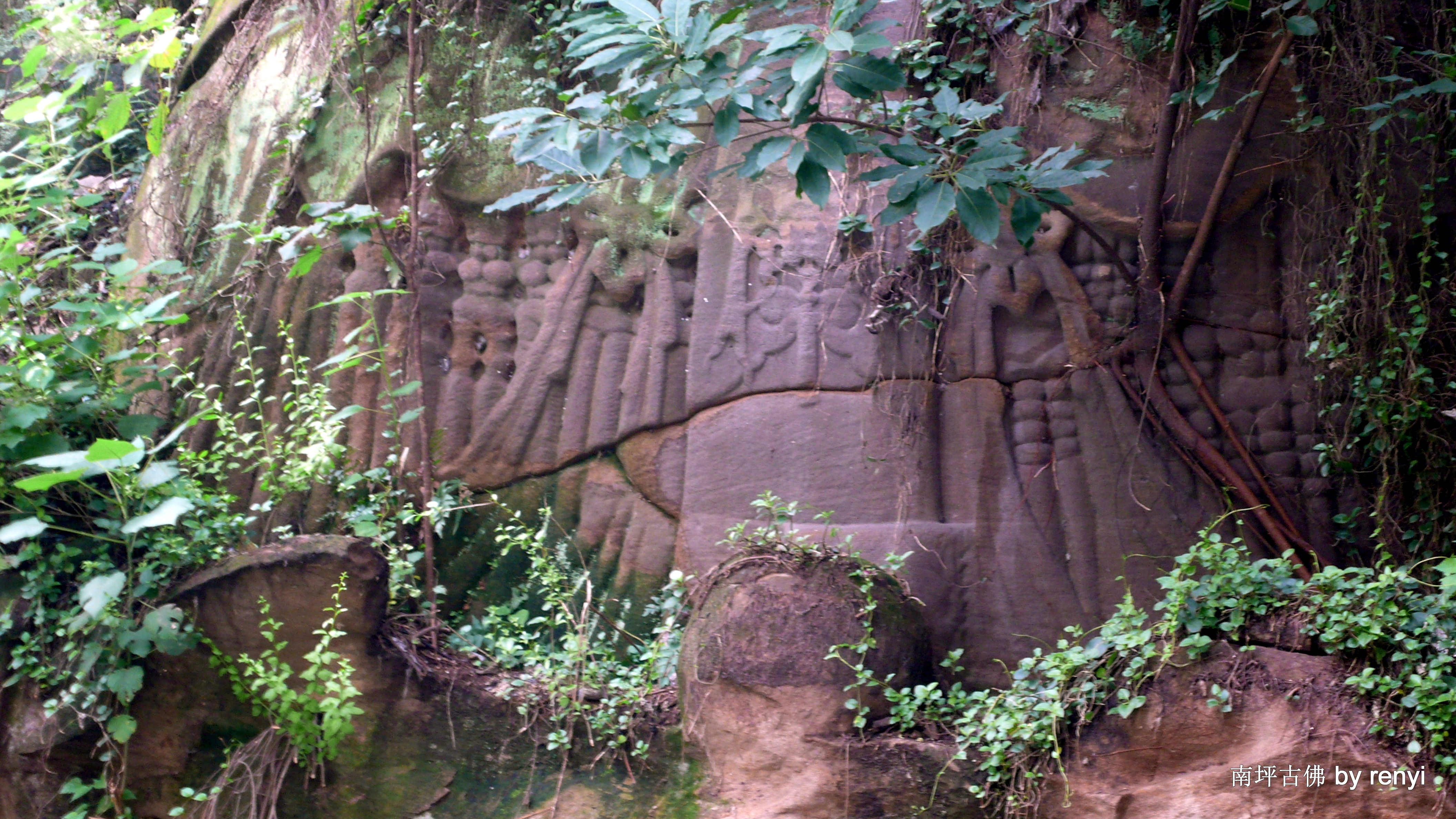
南坪古佛胸部
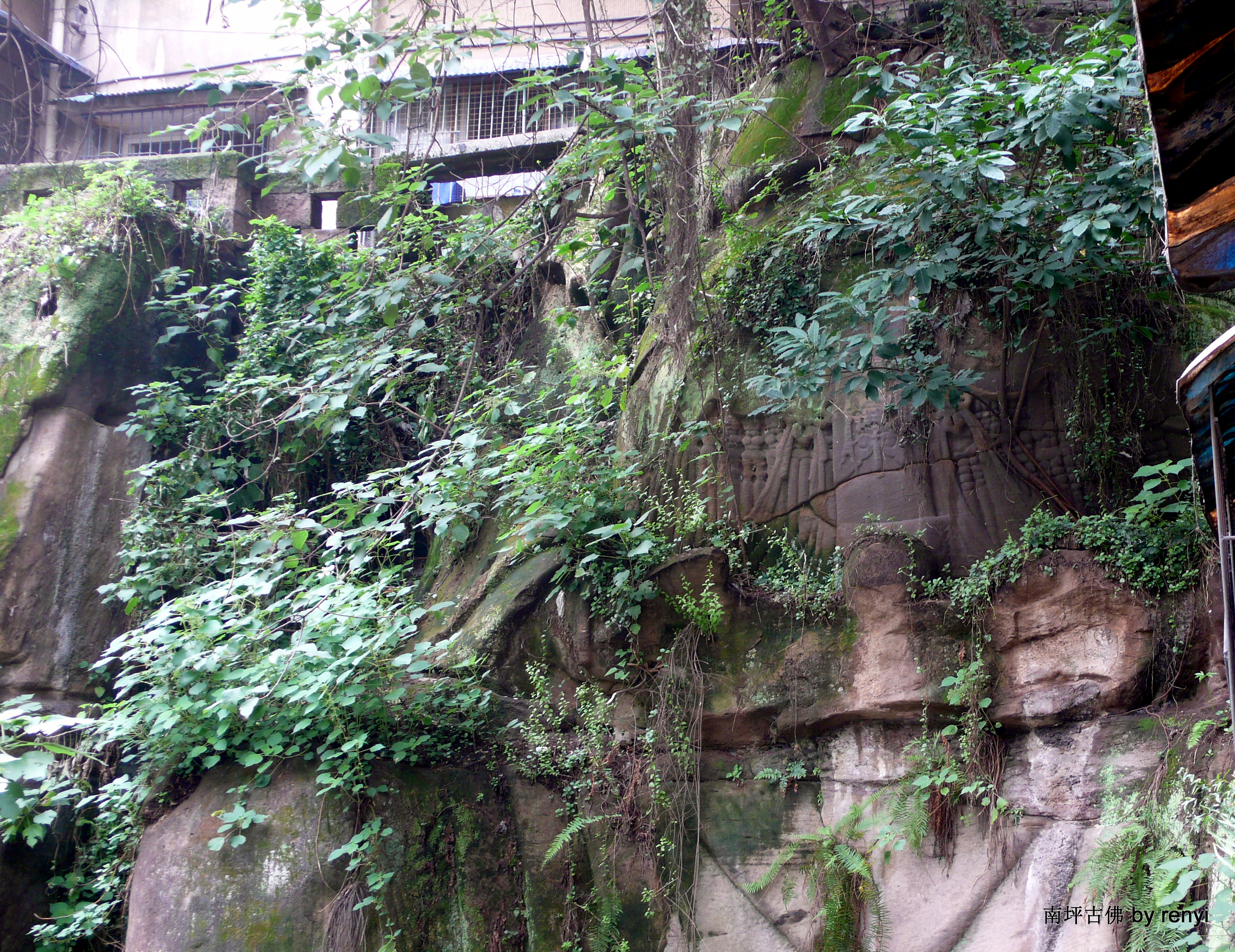
南坪古佛局部
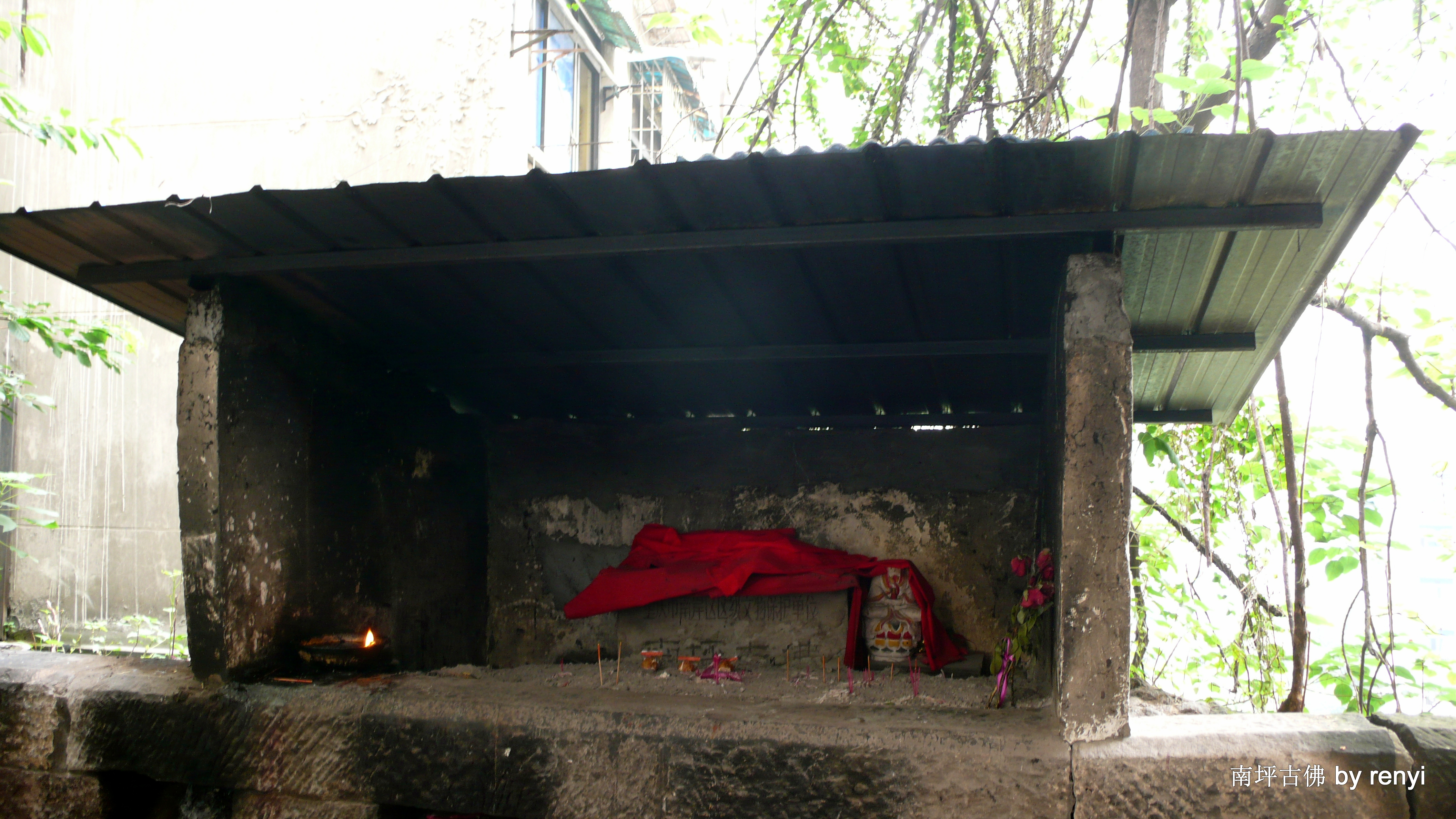
南坪古佛文物保護碑